# Appareil grid friendly
Pour les articles homonymes, voir GFA.
 (octobre 2019).
Si vous disposez d'ouvrages ou d'articles de référence ou si vous connaissez des sites web de qualité traitant du thème abordé ici, merci de compléter l'article en donnant les références utiles à sa vérifiabilité et en les liant à la section « Notes et références ».
Un appareil grid friendly (Grid friendly appliance ou GFA en anglais) est un appareil électroménager capable de s'enquérir de l'état du réseau électrique en temps réel et de réduire sa consommation ou de s'éteindre si la demande d'électricité est trop forte durant la période.
Pour ce faire, l'appareil vérifie la fréquence délivrée par le réseau, une baisse de celle-ci étant le signe que le réseau est surchargé. Les appareils grid friendly se déconnectent au fur et à mesure du réseau selon un ordre généré aléatoirement. Lorsque le réseau revient à un équilibre normal, les appareils GFA se reconnectent petit à petit.
Le but de ces GFA est de prévenir les accidents électriques majeurs de type black-out et de réduire les émissions de CO2 dues au pics de consommation d'électricité.